# Tomoharu Ushida
Tomoharu Ushida (jap. 牛田智大 Ushida Tomoharu; ur. 16 października 1999 w Iwaki) – japoński pianista, laureat drugiego miejsca na Międzynarodowym Konkursie Pianistycznym w Hamamatsu w 2018 roku.

## Życiorys
Niebawem po urodzeniu przeniósł się wraz z rodziną do Szanghaju z powodu przeniesienia się jego ojca do Chin. Po wstąpieniu do szkoły podstawowej wrócił do Japonii i przeniósł się do miasta Nagoya w prefekturze Aichi. Ukończył Szkołę Podstawową i Gimnazjum w szkole Sasashima. Od pierwszego roku życia grał już na zabawkowej wersji pianina elektronicznego, kiedy miał trzy lata, przyznał, że był pochłonięty oglądaniem koncertów Lang Langa oraz Yundi Liego, co skłoniło go do zaczęcia poważnej gry na pianinie. Kiedy był w przedszkolu, jego ojciec sprzeciwił się, by ten został pianistą, ale przekonał go, mówiąc mu: „To moje życie, więc pozwól mi decydować za siebie”.
Tomoharu Ushida grał też koncerty z grupą Rosyjskiej Orkiestry Narodowej pod przewodnictwem dyrektora Michaiła Pletniowa w 2015 roku oraz Orkiestry Filharmonii Narodowej w Warszawie (dyr. Jacek Kaspszyk) w 2018 roku.

## Nagrody
- 2008 – IX Międzynarodowy Konkurs Pianistyczny im. Fryderyka Chopina w Azji – Złoty Medal w I i II roku szkoły podstawowej[3]
- 2009 – X Międzynarodowy Konkurs Pianistyczny im. Fryderyka Chopina w Azji – I miejsce (najmłodszy w historii w kategorii konkursu)[4]
- 2009 – 150-lecie Portu Jokohama – I miejsce, nagroda w kategorii Edukacji Elementarnej (nagroda specjalna)[5]
- 2010 – XI Międzynarodowy Konkurs Pianistyczny im. Fryderyka Chopina w Azji – Złoty Medal w III i IV klasie szkoły podstawowej[6]
- 2010 – II Konkurs Młodych Pianistów – I miejsce w kategorii C
- 2011 – XII Międzynarodowy Konkurs Pianistyczny im. Fryderyka Chopina w Azji – I miejsce (najmłodszy w historii w kategorii konkursu)[7]
- 2012 – XIII Międzynarodowy Konkurs Pianistyczny im. Fryderyka Chopina w Azji – I miejsce w kategorii C Gold Award (najmłodszy w historii konkursu)[8]
- 2018 – X Międzynarodowy Konkurs Pianistyczny Hamamatsu w Polsce – II miejsce, Nagroda Publiczności, Nagroda Prezydenta Warszawy[9]
- 2018 – Nagrody muzyczne Idemitsu[10][11]